# Рошиениј Мари (Олт)
Рошиениј Мари (рум. Roșienii Mari) насеље је у Румунији у округу Олт у општини Добрун. Oпштина се налази на надморској висини од 113 m.

## Становништво
Према подацима из 2002. године у насељу је живело 319 становника, од којих су сви румунске националности.